# Мехмед Хоџа
Мехмед Хоџа (алб. Mehmet Hoxha; Ђаковица, 29. новембар 1908 — Београд, 19. децембар 1987) је био учесник Народноослободилачке борбе и друштвено-политички радник СФР Југославије, СР Србије и САП Косова.

## Биографија
Мехмед Хоџа рођен је 29. новембра 1908. године у Ђаковици. У току рата био је потпрефект Призренске префектуре и префект Дебарске префектуре у фашистичком окупационом апарату Велике Албаније. У том својству, учествовао је на Бујанској конференцији, на којој је изабран за председника Народноослободилачког одбора за Косово и Метохију и члана Главног штаба НОВ и ПО за Косово и Метохију. Од 1. јануара 1944. до 11. јула 1945. године био је председник Антифашистичке скупштине народног ослобођења Косова и Метохије.
После рата био је министар у влади НР Србије, члан Извршног већа СР Србије и народни посланик Скупштине СР Србије. Био је члан Савета федерације.
Бавио се књижевношћу и преводилаштвом, а био је и члан Удружења књижевника Косова. Превео је више дела са српско-хрватског и француског на албански језик.
Умро је 19. децембра 1987. године у Београду. Сахрањен је дана касније у Алеји заслужних грађана на Новом гробљу у Београду.
Носилац је Партизанске споменице 1941. и других југословенских одликовања.